# Mieczysław Kościelniak

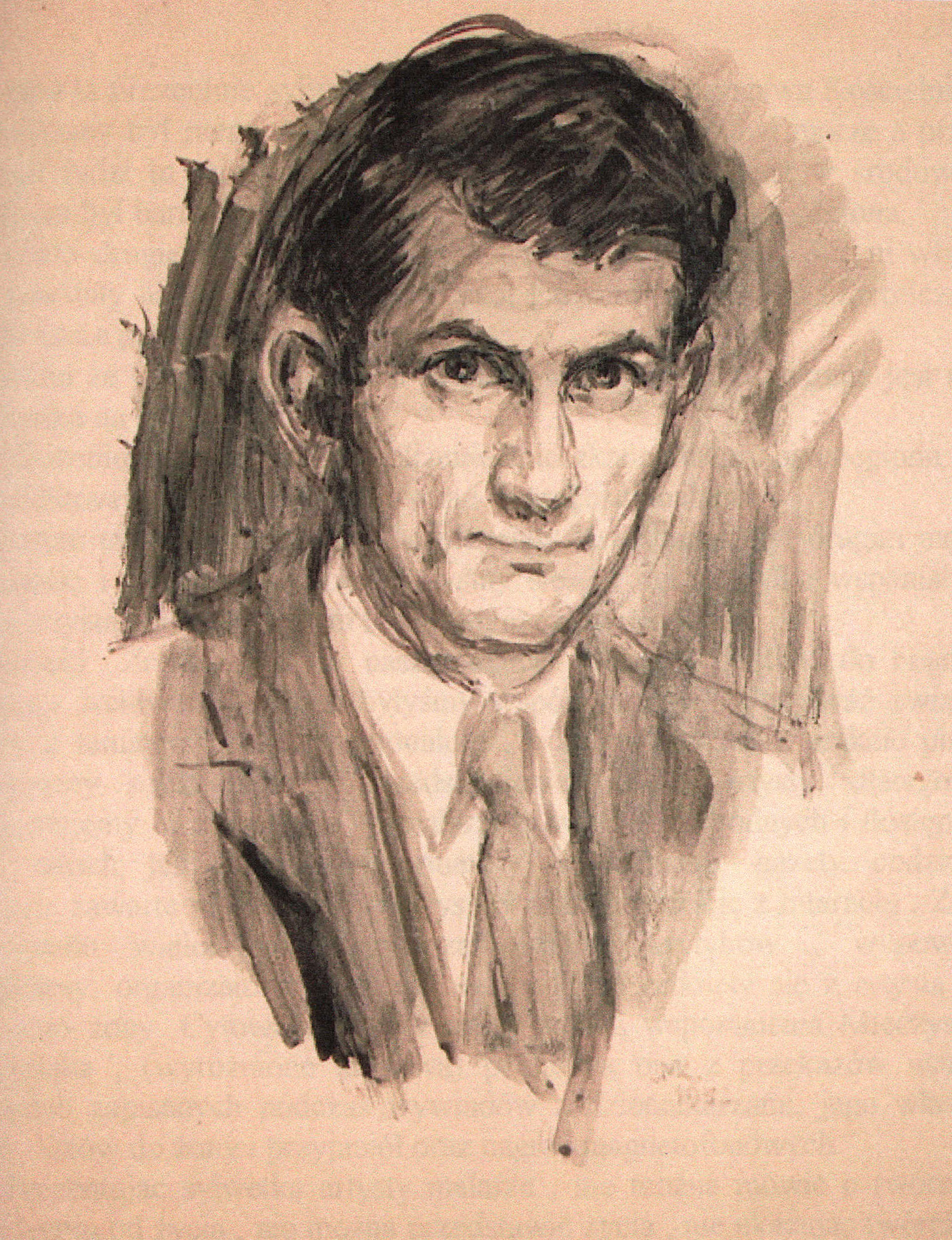
Mieczysław-Kościelniak

Mieczysław Kościelniak (phát âm tiếng Ba Lan: [mjɛˈt͡ʂɨswaf kɔˈɕt͡ɕɛlɲak]; sinh ngày 29 tháng 1 năm 1912 tại Kalisz – mất ngày 5 tháng 3 năm 1993 tại Słupsk) là một họa sĩ, nhà thiết kế đồ họa và họa sĩ phác họa người Ba Lan. Ông là anh trai của Władysław và Tadeusz Kościelniak.
Khi đang là một họa sĩ có danh tiếng,  ông bị bắt vào năm 1941 và bị đưa vào trại tập trung Auschwitz. Số trại của ông là 15261. Trong trại ông đã vẽ khoảng 300 bức tranh mô tả cuộc sống hàng ngày của các tù nhân.  Các tác phẩm của ông hiện được trưng bày trong Bảo tàng Nhà nước Auschwitz-Birkenau. Trong thời gian bị giam ở trại Auschwitz, ông đã gặp một bạn tù tên là Bronislaw Czech. Bronislaw Czech là một vận động viên người Ba Lan ba lần được đi thi Thế vận hội. Kościelniak đã giúp trau dồi tài năng nghệ thuật của Czech. Ông cũng kết bạn với Maximilian Kolbe, một linh mục Công giáo đã mất ở Auschwitz và được Giáo hội Công giáo phong thánh vào năm 1982.
Khi kết thúc Chiến tranh vào tháng 5 năm 1945, ông được trả tự do nhờ Binh đoàn kỵ binh thiết giáp số 3 tại Trại tập trung Ebensee ở Áo, gần thị trấn Seewaichen trên Atter Kammer See. Ông đã vẽ một số chân dung của quân nhân Hoa Kỳ vào thời điểm đó, trong đó có một bức của Đại tá James H Polk, chỉ huy của Binh đoàn kỵ binh số 3 (hiện bức tranh này thuộc sở hữu của gia đình Đại tá Polk).
Kościelniak từng gia nhập Hiệp hội Văn hóa Châu Âu (SEC). Ông đã được trao tặng Huy chương Ủy ban Giáo dục Quốc gia, Thập tự vàng vì có công, và Huy chương Phục vụ Giáo dục Ba Lan.
Sau chiến tranh, Kościelniak chuyển đến Warsaw. Kế tiếp, ông đến sống ở Ustka vào năm 1979. Từ năm 1989, ông định cư ở Słupsk. Ông mất năm 1993 và được chôn cất tại nghĩa trang Ustka. Một trong những con đường của Słupsk bây giờ mang tên ông.